# Campeloma geniculum
Campeloma geniculum е вид охлюв от семейство Viviparidae. Видът не е застрашен от изчезване.

## Разпространение и местообитание
Разпространен е в САЩ (Алабама и Флорида).
Обитава сладководни басейни, реки и потоци.

## Описание
Популацията на вида е стабилна.